# Парк Младежі (стадіон)
Парк Младежі (хорв. Stadion Park mladeži) — багатофункціональний стадіон у місті Спліт, Хорватія, домашня арена ФК «Спліт».
Стадіон побудований 1950 року, відкритий у 1954 році. Арена є спортивною базою для АСК «Спліт». З 1955 року — домашня арена ФК «Спліт». На стадіоні встановлені бігові доріжки. Окрім основного поля з натуральним покриттям, арена має додаткове поле зі штучним газоном. Стадіон обладнаний сучасною системою освітлення. З часу відкриття арена залишається недобудованою і перебуває у процесі постійної реконструкції. Побудовою нового спортивного комплексу зі стадіоном потужністю 15 000 глядачів, спортивною залою та рядом інших спортивних споруд, планується вирішення цієї проблеми. 